# Пищальники (село)
Пища́льники — село в Україні, у Черкаському районі Черкаської області, підпорядковане Бобрицькій сільській громаді.
Населення села становить 139 осіб 91 двір (2009; 168 осіб в 2007).
Існує 2 версії походження назви села:
- за словами старожилів назва походить від невеликої річки Піщанки, яка починається в Бендиковому Яру і протікає селом;
- за версією І. Т. Михайленка, колишнього директора місцевої школи, який проводив дослідження, назва походить від вогнепальної зброї козаків — семип'ядної пищалі. А козаки мешкали в Бендиковому Яру.

## Населення

### Мова
Розподіл населення за рідною мовою за даними перепису 2001 року:
| Мова       | Кількість | Відсоток |
| ---------- | --------- | -------- |
| українська | 158       | 94.05%   |
| російська  | 9         | 5.36%    |
| болгарська | 1         | 0.59%    |
| Усього     | 168       | 100%     |

## Особистості

### Поховані
- Мороз Олександо Іванович (26.06.1976 - 03.09.2015) - старший сержант 72 ОМБр, учасник російсько-української війни